# Col (Ajdovščina)
Col é uma vila localizada no município de Ajdovščina na Eslovênia. Possuía uma população estimada de 504 habitantes em 2020.